# Шумиха (Свердловская область)
Шумиха — село в Пригородном районе Свердловской области России. Входит в муниципальный округ Горноуральский, управляется Бродовской территориальной администрацией.
Ранее деревня входила в состав Бродовского сельсовета Пригородного района.
Деревня Шумиха состоит из деревень Верхней и Нижней Шумих, основанных около 1734 года.

## География
Шумиха расположена к северу от Екатеринбурга и к югу-востоку от Нижнего Тагила, вблизи села Бродово. Деревня находится возле устья реки Каменки и тянется по западному берегу реки Бродовки. При слиянии реки образуют небольшой пруд.
Часовой пояс
Шумиха, как и вся Свердловская область, находится в часовой зоне МСК+2. Смещение применяемого времени относительно UTC составляет +5:00.

## Население
| 2002 | 2010 | 2021 |
| ---- | ---- | ---- |
| 313  | ↘261 | ↘193 |

Структура
По данным Всероссийской переписи населения 2002 года, русские составляли 97% от общей численности жителей Шумихи. По данным переписи населения 2010 года, в деревне проживал 261 человек — 126 мужчин и 135 женщин.

## Социальная сфера
В деревне есть дом культуры с библиотекой, фельдшерский пункт и магазин.

## Промышленность
ООО «УАПК „НИКО“»